# Evelyn Bazzanella
Evelyn Bazzanella (Bolzano, 15 giugno 1976) è un'ex hockeista su ghiaccio italiana che ha giocato come attaccante.

## Carriera

### Club
Ha fatto parte del primo nucleo di giocatrici delle Eagles Bolzano, nate nel 1991. Da allora ha sempre giocato con la squadra del capoluogo altoatesino, anche quando le Eagles furono sciolte nel 2008, venendo sostituite dall'EV Bozen Eagles.
Rimase lontano dal ghiaccio dal febbraio 2011 al gennaio 2012, per maternità, ritornando poi a giocare con l'EV Bozen Eagles fino al 2014. Dopo il ritiro è diventata fisioterapista della squadra.
Il 17 dicembre 2017, con una cerimonia al Palaonda, le Eagles hanno ritirato la sua maglia numero 12.

### Nazionale
Ha a lungo vestito la maglia dell'Italia, di cui è stata capitano, anche in occasione delle olimpiadi di Torino 2006.

## Vita privata
Anche il padre Robert ed il fratello gemello Arno hanno giocato ad hockey su ghiaccio, così come il cugino Alexander Egger.

## Palmarès
- Campionato italiano femminile: 12

Eagles Bolzano: 1996-1997, 1997-1998, 1998-1999, 1999-2000, 2003-2004, 2004-2005, 2005-2006
EV Bozen Eagles: 2009-2010, 2010-2011, 2011-2012, 2012-2013, 2013-2014